# Schir Chan Bandar
Schir Chan Bandar oder Shir Khan Bandar (persisch شیرخان‌بندر), auch Shirkhan Bandar, Sher Khan Bandar und Sherkhan Bandar, ist eine Grenzstadt und ein Hafen in der Provinz Kunduz im Norden Afghanistans am Fluss Pandsch. Früher hieß der Ort Qezel Qal'eh (oder Qzel Qala), bevor er nach Sher Khan Nasher (englisch: Sher Khan Nashir), dem Khan der Kharoti und Gouverneur der Region Kunduz in den 1930er Jahren, umbenannt wurde. Der Hafen verbindet die Städte Kabul und Kundus in Afghanistan mit Qurghonteppa und Duschanbe in Tadschikistan.